# Richard Le Hir
Pour les articles homonymes, voir Le Hir.
Richard Le Hir (né le 9 juillet 1947 à Versailles et mort le 4 novembre 2018 à Montréal) est un avocat, administrateur, conseiller en gestion et homme politique québécois.
Il a été député de la circonscription d'Iberville à l'Assemblée nationale du Québec de 1994 à 1997 et ministre délégué à la Restructuration en 1994 et 1995.

## Biographie
Richard Le Hir est le fils de Gaston Le Hir et d'Henriette Rochette, professeurs.  Il étudie au Collège Stanislas de Montréal. Il obtient un certificat d'études littéraires de l'université de Paris, un diplôme d'études hispaniques de l'université de Barcelone et une licence en droit de l'université de Montréal. Il est admis au Barreau du Québec en 1974.
Il occupe des postes de direction dans différentes grandes entreprises des secteurs de l'énergie, des aliments et boissons, des services financiers et des communications.  De 1989 à 1994, il est vice-président de l'Association des manufacturiers canadiens et président-directeur général de l'Association des manufacturiers du Québec.
Il est élu député du Parti québécois dans la circonscription d'Iberville lors de l'élection générale québécoise de 1994. Il est nommé ministre délégué à la Restructuration dans le gouvernement Parizeau le 26 septembre 1994 et occupe ce poste jusqu'au 9 novembre 1995. Le 8 décembre 1995, il démissionne du caucus du Parti québécois. Il siège comme député indépendant du 30 avril 1996 jusqu'à l'élection générale de 1998, à laquelle il ne se représente pas.
Il publie en 1997 un essai intitulé La prochaine étape, le défi de la légitimité.
En 1998, il s'interroge sur l'opportunité de poursuivre le combat pour l'indépendance .  De 1999 à 2001, il est vice-président et chef de direction de VisualMED Clinical Systems. En 2002 et 2003, il est président de la Fédération maritime du Canada.
En mai 2005, il suscite une controverse en relatant dans La Presse et The Gazette les circonstances du référendum de 1995 ,.
En 2010, il commence à publier des textes sur la souveraineté sur le site Vigile.quebec. Il en publiera plus de 500 . Au début de 2011, il devient président d'un groupe souverainiste, le Rassemblement pour l'indépendance nationale (2009). À partir de 2010, il devient un collaborateur régulier du site indépendantiste Vigile.quebec, dont il devient administrateur au décès de son fondateur, Bernard Frappier, en septembre 2012. En avril 2012, il publie un second essai intitulé Desmarais : La Dépossession tranquille aux Éditions Michel Brûlé, en avril 2013 un troisième, Charles Sirois, l'homme derrière François Legault, et un quatrième, Henri-Paul Rousseau, le siphonneur de la Caisse de dépôt, en avril 2014, toujours chez le même éditeur. Un mois avant sa mort en 2018 il en publie un cinquième, Paul Desmarais et Albert Frère - Un duo d'enfer.
À partir de 2017, il commence à animer l’émission chronique "point de bascule" avec Alexandre Cormier-Denissur Radio Infocité.
Il est décédé d'un accident vasculaire cérébral le 4 novembre 2018,.